# Aeroportul Internațional Toussaint Louverture
Aeroportul Internațional Toussaint Louverture (IATA: PAP, ICAO: MTPP) este un aeroport din Ouest⁠(d), Haiti ce deservește zona Port-au-Prince. Aeroportul a fost tranzitat în 2017 de 1.893.470 de pasageri. A fost deschis în 1965.
Situat la o altitudine de 37 m, aeroportul dispune de 1 pistă. Este operat de United States Air Force.

## Infrastructură

### Piste
Aeroportul dispune de o singură pistă. Pista 10/28 are suprafața de asfalt și dimensiunile 3.040 m × 45 m. 